# 罗伯特·A·帕克
罗伯特·阿兰·雷德里·帕克（Robert Allan Ridley Parker，1936年12月14日—）曾是一位美国国家航空航天局的宇航员，执行过以及任务。